# Katedrála Nejsvětější Trojice (Drážďany)
Katedrála Nejsvětější Trojice (Katholische Hofkirche der heiligsten Dreifaltigkeit) ve Starém městě v Drážďanech, nazývaná také Hofkirche (dvorní kostel), je barokní katolický kostel. Jedná se o největší chrámovou stavbu ve spolkové zemi Sasko. Katedrálou drážďansko-míšeňské diecéze je od roku 1980.

## Historie a architektura

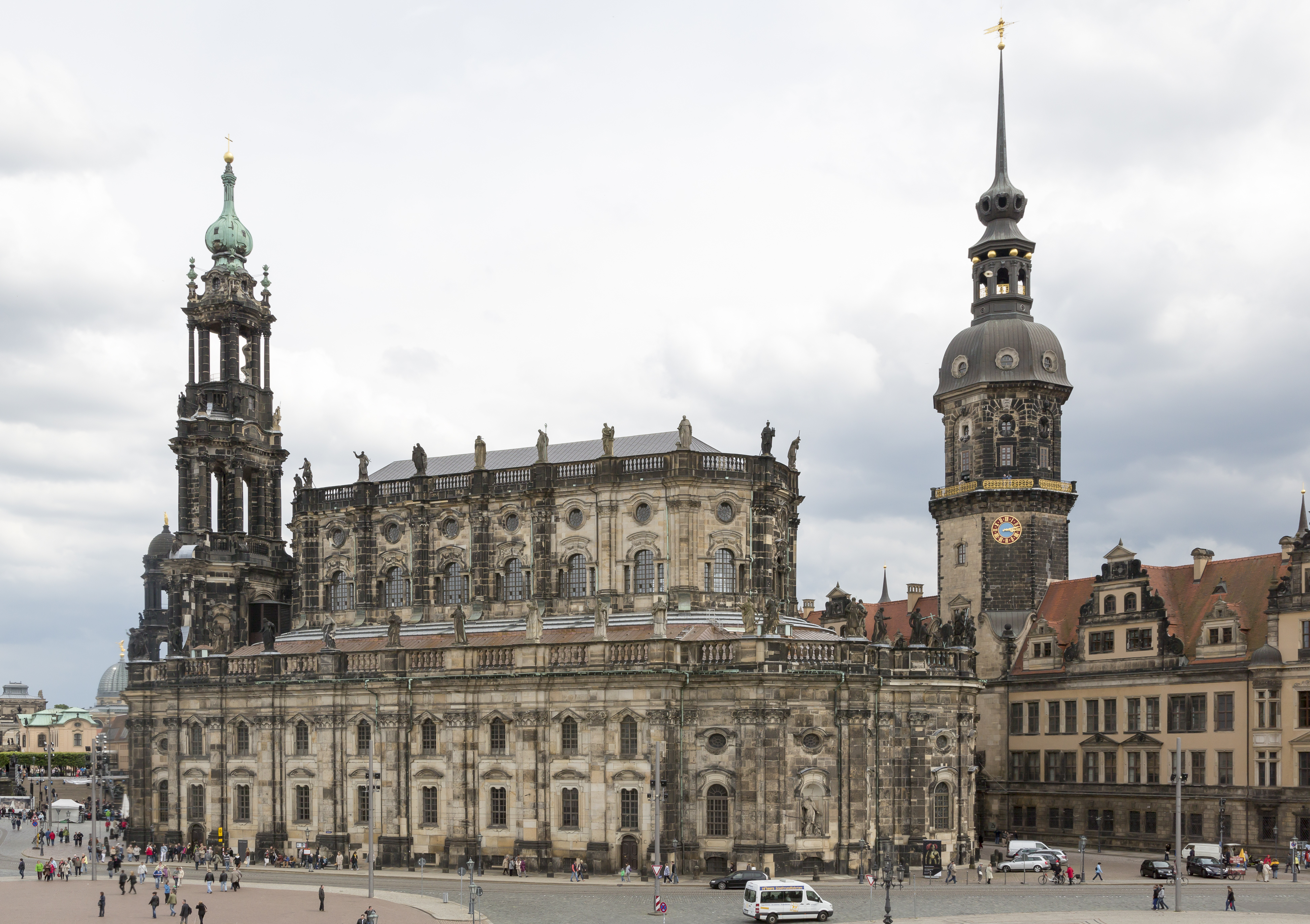
Katedrála Nejsvětější Trojice v Drážďanech, pohled na Hofkirche a Rezidenční zámek

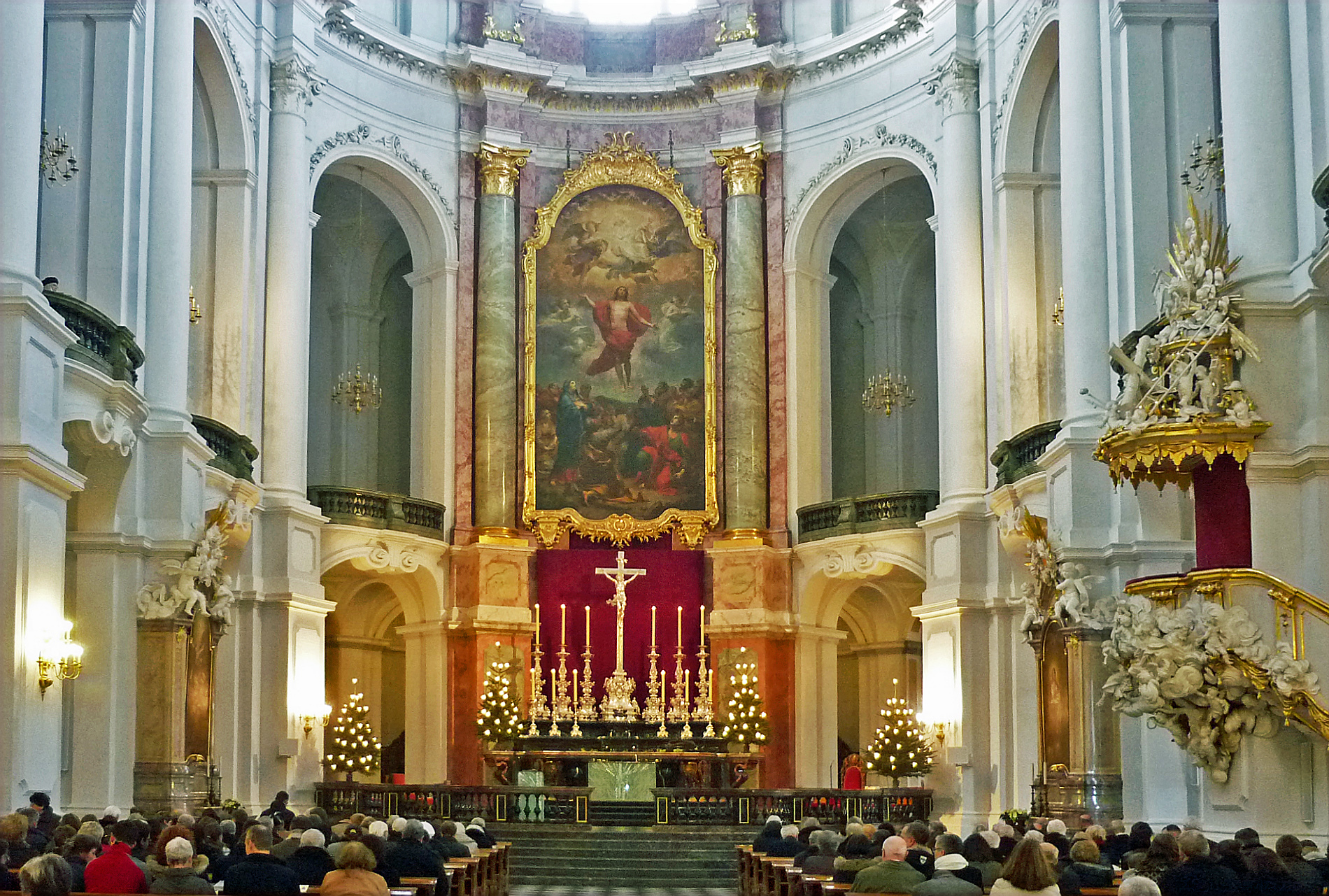
Interiér Hofkirche v době vánoční, rok 2014

Katedrála byla postavena v letech 1739–1755 za vlády saského kurfiřta a polského krále Friedricha Augusta II. pod vedením italského stavitele Gaetana Chiaveriho, který se však dokončení výstavby nedožil. V době stavby bydleli italští řemeslníci a umělci v příbytcích na břehu řeky Labe, na jejichž místě dnes stojí hostinec Italienisches Dörfchen.
Čistě barokní stavba má četné zvláštnosti, například oválnou chodbu pro procesí kolem hlavní lodi anebo věž s oválným půdorysem, aby kostel nepůsobil příliš mohutně. Z vnějšku zdobí fasádu 78 soch italského sochaře Lorenza Mattielliho, které představují různé svaté a církevní osobnosti (z toho 14 žen) a sedící alegorie: Víra (Fides), Láska (Caritas), Naděje (Spes) a Spravedlnost (Justita). Varhany jsou posledním dílem známého mistra Gottfrieda Silbermanna v Drážďanech.
Na konci druhé světové války byla během spojeneckého bombardování katedrála silně poškozena, propadl se strop a část stěny zůstala v troskách. Kompletní obnova byla dokončena až roku 1965.
Katedrála je rodinnou hrobkou katolických kurfiřtů a králů z rodu Wettinů a jejich nejbližších. Saský kurfiřt a polský král August II. Silný má ale svůj sarkofág v Krakově. V kryptě v Hofkirche je v cínové kapsli uloženo pouze jeho srdce.